# Hydroeciodes leucogramma
Hydroeciodes leucogramma là một loài bướm đêm trong họ Noctuidae.